# 20 Minutes (Suisse)
Pour un article plus général, voir 20 Minutes.
 (juillet 2016).
20 Minutes est un quotidien d'information générale gratuit distribué par le groupe de presse TX Group — qui publie également d'autres journaux en Suisse alémanique et en Suisse italienne — il est également connu sous les titres allemand : 20 Minuten et italien : 20 minuti.

## Historique
Créé en 1999 par l’éditeur norvégien Schibsted 20 Minutes est lancé en Suisse le 13 décembre 1999 sous le nom 20 Minuten, en allemand, dans la région de Zurich puis Berne, Bâle, Lucerne et Saint-Gall.
Entre 2004 et 2005, l'éditeur suisse Tamedia reprend 49,5 % puis 100 % de 20 Minuten à Schibsted et poursuit le développement du titre en Suisse romande, 20 Minutes voit le jour le 8 mars 2006.
En mars 2009, Tamedia annonce le souhait de racheter les activités suisses de l'éditeur Edipresse qui deviendra « Tamedia Publications romandes ». Ce rachat va engendrer la fusion des titres gratuits Le Matin bleu et 20 Minutes sous la seule marque 20 Minutes. Le groupe possède également tilllate.com, un site consacré à la photographie événementielle. Pleinement intégré à l’entreprise, tilllate profite des synergies et contribue aux articles nightlife.
En Suisse italienne, 20 minuti est lancé le 14 septembre 2011. Entièrement financé par les revenus publicitaires, le journal est distribué dans toutes les grandes agglomérations et les lieux de passage hautement fréquentés (gares, arrêts de bus, etc.).
En juin 2025, TX Group annonce abandonner le format papier à la fin de l'année et se concentrer sur le numérique.

### Identité visuelle (logo)

Logo de 20 Minutes de 2006 à 2013.
Logo de 20 Minutes de mai 2013 à novembre 2020.
Logo de 20 Minutes depuis novembre 2020.

## Tirage et audience
- 2015 : 448 000 exemplaires et 1 430 000 lecteurs en Suisse alémanique ; 187 000 exemplaires et 537 000 lecteurs en Suisse romande ; 33 000 exemplaires et 81 000 lecteurs en Suisse italienne[4]
- 2020 : 399 000 exemplaires et 1 250 000 lecteurs en Suisse alémanique ; 167 000 exemplaires et 497 000 lecteurs en Suisse romande ; 30 000 exemplaires et 81 000 lecteurs en Suisse italienne[4]
- 2022 : 326 000 exemplaires et 888 000 lecteurs en Suisse alémanique ; 134 000 exemplaires et 357 000 lecteurs en Suisse romande ; 26 000 exemplaires et 64 000 lecteurs en Suisse italienne[4]

## Capital
En 2004 puis en 2005, l'éditeur Tamedia reprend 49,5 % puis 100 % de 20 Minuten à l'éditeur Norvégien Schibsted.
En mars 2009, Tamedia annonce le souhait de racheter les activités suisses de l'éditeur Edipresse qui deviendra « Tamedia Publications romandes ». Ce rachat va engendrer la fusion du gratuit Le Matin bleu et de 20 Minutes sous le seul titre 20 Minutes.

## Éditions
Le quotidien regroupe huit éditions :
- cinq en allemand, en Suisse alémanique, lancées à partir de 1999[2] à Zurich d'abord puis Berne, Bâle, Lucerne et Saint-Gall, Ainsi qu’un magazine art de vivre, 20 Minuten Friday, distribué en Suisse alémanique tous les vendredis depuis octobre 2008 ;
- deux en français, en Suisse romande, lancées en mars 2006[2] à Genève et dans le canton de Vaud autour de Lausanne[5]. En Suisse romande, une troisième édition englobe de 2007 à 2009[réf. souhaitée] une aire supra-régionale : Jura, Jura bernois, Neuchâtel, Fribourg et Valais[6] ;
- une en italien, en Suisse italienne, lancée en septembre 2011[2] à Lugano (canton du Tessin).